# 薩默哈芬 (亞利桑那州)
薩默哈芬（英語：Summerhaven）是位於美國亞利桑那州皮馬縣的一個人口普查指定地區。根據2010年美國人口普查，該地共人口2310人，而該地的面積約為11.75平方千米。

## 地理
薩默哈芬的座標為32°26′18″N 110°45′33″W / 32.43833°N 110.75917°W，而該地最高點為海拔高度2300米（即7700英尺）。